# دومینیک برویننبرگ
دومینیک برویننبرگ (انگلیسی: Dominique Bruinenberg؛ زادهٔ ۲۳ ژانویهٔ ۱۹۹۳) بازیکن فوتبال اهل پادشاهی هلند است.
از باشگاه‌هایی که در آن بازی کرده‌است می‌توان به اس‌سی سند و باشگاه فوتبال زنان اورتون اشاره کرد.
وی همچنین در تیم ملی فوتبال زنان هلند بازی کرده‌است.